# A. J. Bowen
A. J. Bowen (nascido em 21 de dezembro de 1977) é um ator e produtor norte-americano.
Como ator, estrelou os filmes The Signal (2007) e A Horrible Way to Die (2010). Antes de entrar no mundo cinematográfico, Bowen havia trabalhado como músico.